# Mariscal Luzuriaga (província)
Mariscal Luzuriaga é uma província do Peru localizada na região de  Ancash. Sua capital é a cidade de Piscobamba.

## Distritos da província
- Casca
- Eleazar Guzman Barron
- Fidel Olivas Escudero
- Llama
- Llumpa
- Lucma
- Musga
- Piscobamba

## Limites
- Por Norte com província de Pomabamba
- Leste com regiao de Huánuco
- Sul com Fitzacarrald.
- Poente com Yungay e Pomabamba.